# British Army
La British Army (en français : « Armée britannique ») est la branche terrestre des Forces armées britanniques. Elle a pris part à de nombreux conflits dans l'histoire récente et à travers le monde, ceci lui conférant un grand prestige dans l'histoire militaire. Il s'agit aujourd'hui d'une armée professionnelle, qui ne fait pas appel à la conscription.
Au 1er avril 2022, l'armée britannique comptait 118 240 personnes, dont 80 730 dans l'armée régulière, 4 110 Gurkhas et 28 810 réservistes (Army Reserve), ainsi que 4 590 autres personnes.  Elle est déployée dans de nombreuses zones de conflit, en tant que force expéditionnaire ou force de maintien de la paix sous couvert des Nations unies : elle est ainsi présente en ce moment[Quand ?] au Kosovo, à Chypre, en Allemagne, etc. Pour ce qui est des effectifs, la British Army est la deuxième armée de l'Europe de l'Ouest, après l'Armée de terre française. 
Contrairement à la Royal Navy, aux Royal Marines et à la Royal Air Force, la British Army ne possède pas le terme « Royal » dans son nom, ce pour des raisons historiques : elle fut déclarée « Armée du Parlement » (au lieu de « Armée de la Couronne ») par la Charte des droits de 1689. Cependant, beaucoup des régiments et unités de la British Army ont conservé le préfixe « Royal » dans leur nom, et bénéficient du commandement honorifique de certains membres de la famille royale.
Le chef de l'état-major général de cette armée professionnelle est depuis le 12 juin 2018 le général Mark Carleton-Smith (en).

## Historique

### Création
Il n'existait pas d'armée terrestre permanente avant la guerre civile en Angleterre en 1642. Au besoin, le roi levait alors un groupe d'hommes suivant la loi féodale d'alors. Après la guerre civile, le parlement, fraîchement créé, assuma et créa une armée en s'inspirant de la New Model Army de Cromwell. Le 26 janvier 1661, le roi Charles II fonde officiellement l'Armée britannique.

### XVIIIesiècle
Au début du XVIIIe siècle, après être sortie victorieuse de la guerre de Succession d'Espagne où l'Armée forgée par Guillaume d'Orange et le duc de Malborough s'était brillamment comportée, la majeure partie de celle-ci fut licenciée et son effectif passa de 75 000 hommes en 1710 à 51 000 hommes en 1783.
Le Parlement de Grande-Bretagne, soucieux de préserver les libertés politiques, veillait à limiter la présence militaire sur le territoire britannique. L'armée était vouée à des opérations extérieures, en Europe continentale et outre-mer. Les officiers, choisis dans la noblesse fortunée, devaient acheter leur charge et, contrairement à leurs collègues de la Royal Navy, la Marine, n'avaient souvent qu'une formation insuffisante. Les soldats, enrôlés pour la vie, étaient mal payés, sans perspective d'avancement et socialement peu considérés.

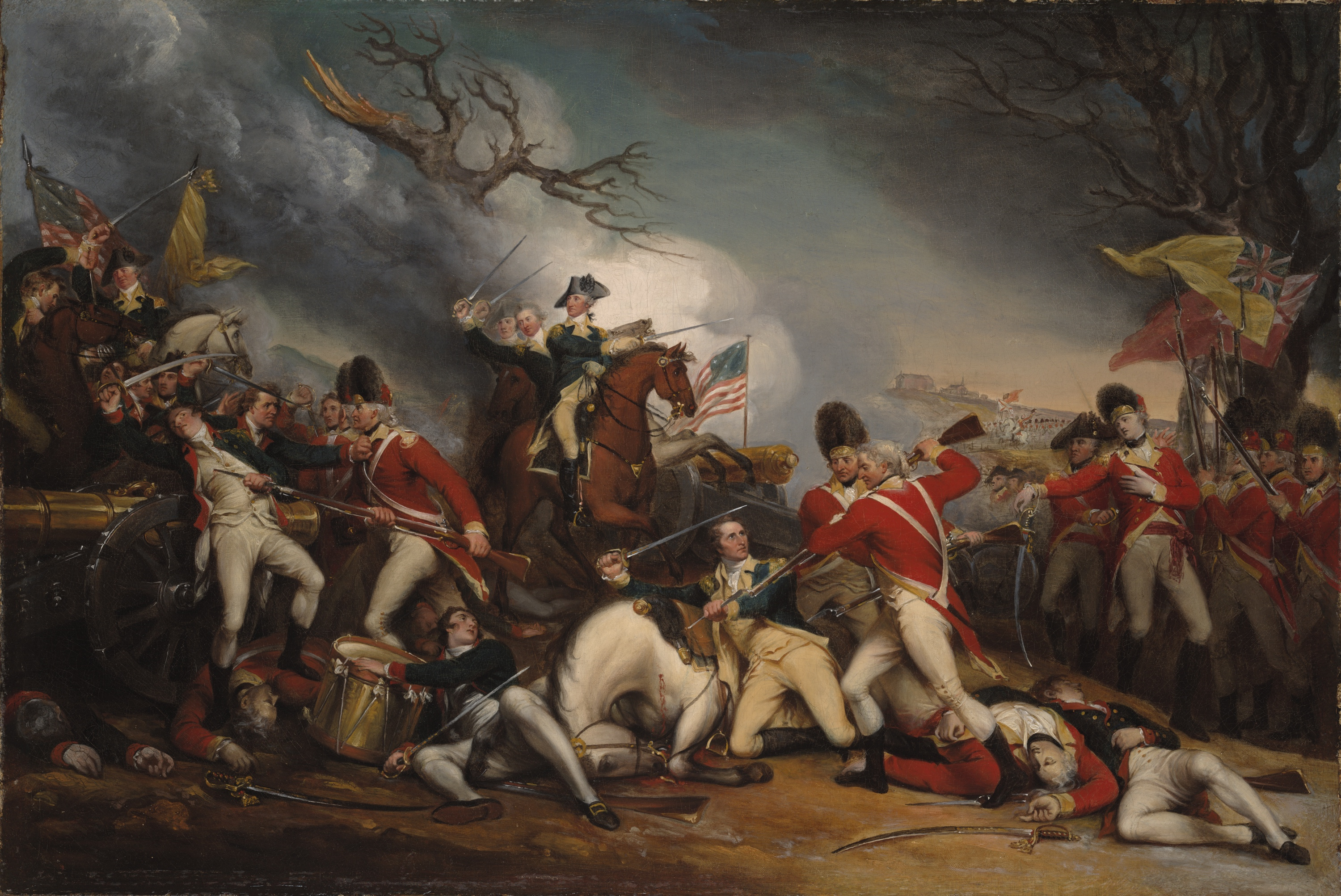
'. Peinture de John Trumbull.

L'armée britannique dans la guerre d'indépendance des États-Unis est en partie composée de mercenaires allemands. Initialement plus nombreuse et plus professionnelle que l'armée continentale indépendantiste, elle n'arrive pas à maintenir sa domination sur un pays trop vaste, aux communications difficiles, où la population civile, malgré les nombreux loyalistes, est de plus en plus acquise à la cause de l'indépendance.

### XIXesiècle

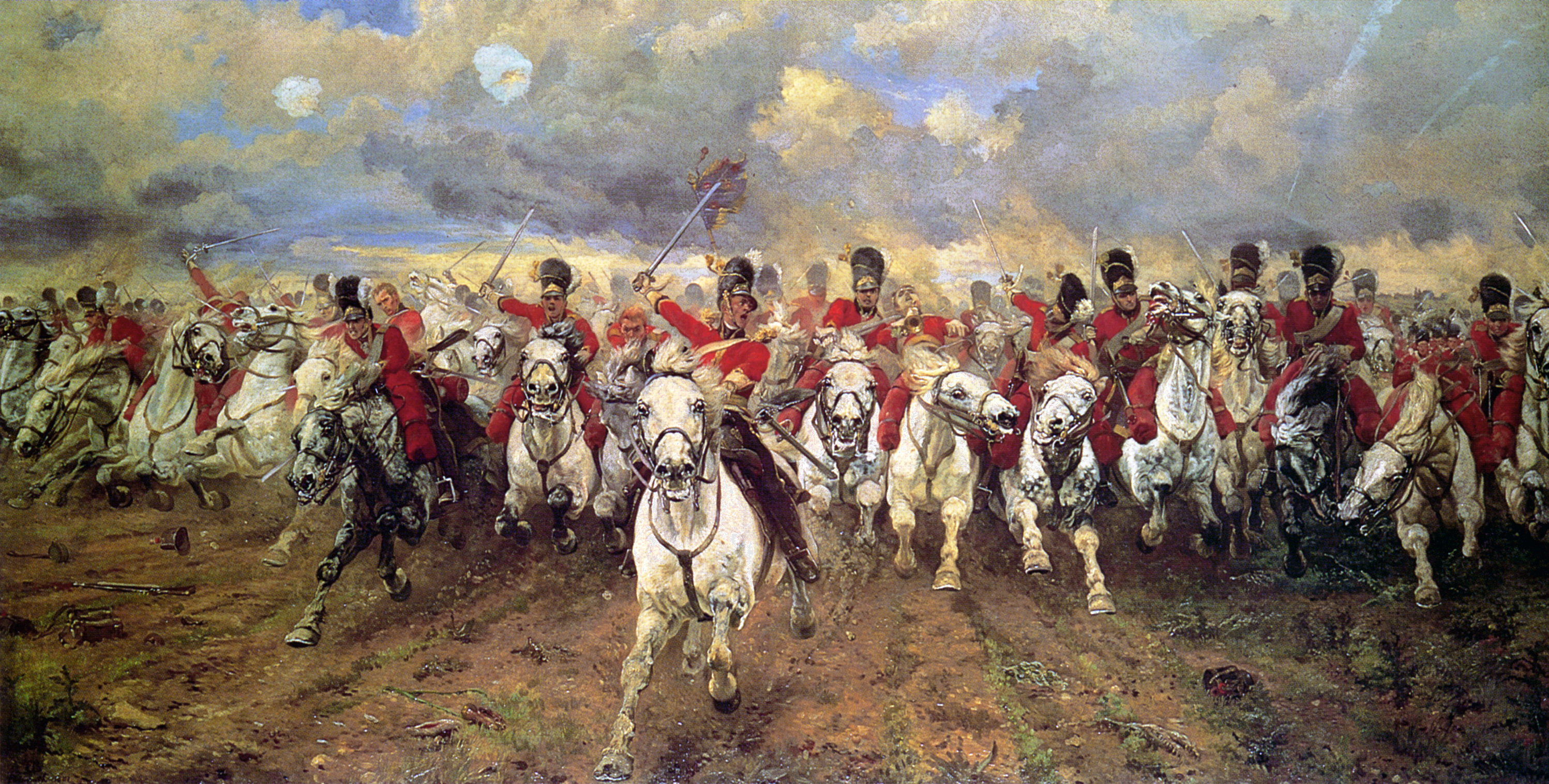
' Charge des Royal Scots Greys à la bataille de Waterloo. Peinture d'Elizabeth Thompson, Lady Butler.

Les guerres napoléoniennes contre le Premier Empire virent les Britanniques et leurs alliés affronter l'Armée française en de nombreuses occasions. La bataille de Waterloo en 1815 fut le point final à ces presque vingt années de guerre (les guerres de la Révolution française).
À la suite des problèmes rencontrés lors de la guerre de Crimée, où les Français, les Turcs et les Britanniques se battirent ensemble contre la Russie, le gouvernement britannique entama une réorganisation de la British Army.
Les secrétaires à la guerre (Edward Cardwell et Hugh Childers) développèrent et mirent sur pied entre 1873 à 1881 une refonte complète des unités d'infanterie pour aboutir en 1881 au système que nous connaissons de nos jours.
Leur but était d'avoir un bataillon en opération pendant que l'autre était en dépôt pour la formation des nouvelles recrues et leur entraînement. Les bataillons en dépôt pouvaient être aussi considérés comme une force d'appoint en cas de besoin.
Ces dépôts d'entraînement formèrent des régiments qui prirent le nom de leur district. Les bataillons de réserve s'unirent également à ces régiments-dépôts et prirent le numéro suivant des unités d'active.

### Première Guerre mondiale
L'Armée britannique participa à la Première Guerre mondiale avec ses propres troupes, mais également avec les troupes du Commonwealth (alors appelé l'Empire : Canada, Nouvelle-Zélande, Inde, Australie et pays de l'Afrique et des Antilles). Elle combattit sur les fronts de France et de Belgique, des Balkans, du Moyen-Orient et d'Afrique.
À l'entrée en guerre en 1914, ces effectifs étaient extrêmement réduits, l'Armée régulière britannique compte 164 000 hommes, 27 500 animaux et 80 véhicules motorisés, au total 182 000 militaires de carrière qui renforcés par les réservistes sont dispersés dans les colonies.
Dans un premier temps, le Royaume-Uni peut débarquer sur le continent un corps expéditionnaire. Leurs effectifs se montent à 6 divisions d’infanterie dont seules 4 divisions seront embarquées pour le continent sur décision de Lord Kitchener, ministre de la guerre et une division de cavalerie. Les 80 000 hommes de ce corps expéditionnaire sont commandés par John French.
En mars 1918, ce sont cinquante-six divisions en France faisant face à l'Armée impériale allemande et quatre en Italie qui sont présentes sur le front de l'Ouest, en mai, on compte 52 divisions d'infanterie (plus 10 divisions cadres) et trois de cavalerie en France, sans compter les troupes engagées contre l'Empire ottoman au Moyen-Orient, dans les Balkans et sur les autres théâtres d'opérations.

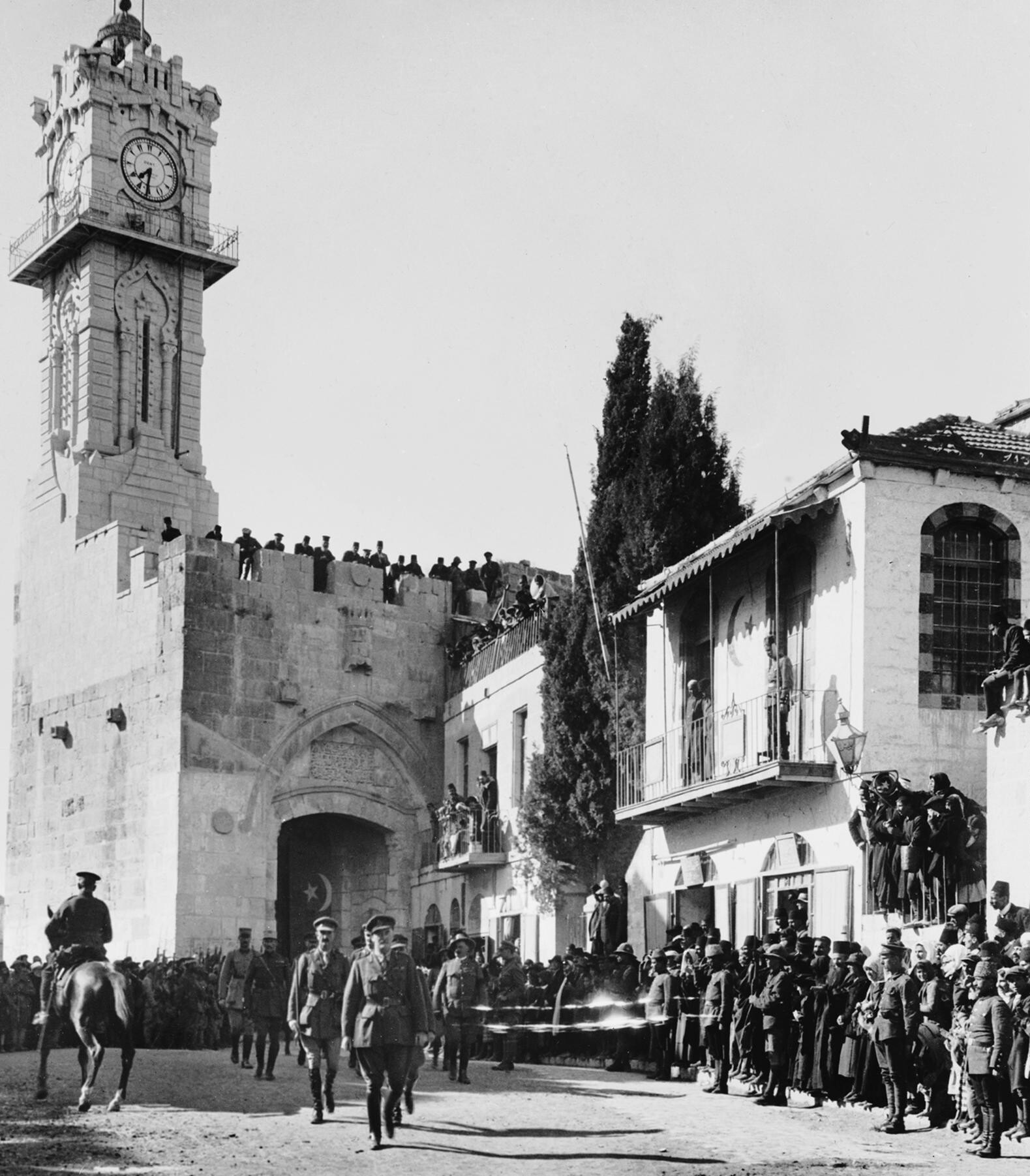
Entrée du général Edmund Allenby à Jérusalem après la bataille de Jérusalem, 1917.

En novembre 1918, les effectifs seront de 5 363 352 militaires, 895 770 animaux et 121 702 véhicules.
Vers la fin de la guerre en 1918, plus de sept millions d'hommes et de femmes avaient servi dans l'Armée britannique.
Les pertes furent lourdes, 724 407 tués, 2 064 451 blessés, 270 117 disparus recensés dans un rapport de 1919 dont 270 117 prisonniers de guerre sans compter les forces de l'empire britannique qui eurent dans les 200 000 tués et 400 000 blessés.

### Entre-deux-guerres
Durant l'entre-deux-guerres, la situation politique et économique de l'empire britannique fit que les forces armées virent leur format réduit au strict minimum. Bien que l'Armée de terre fût dotée de matériels modernes (en 1939, elle était la seule armée entièrement motorisée), ses effectifs réduits furent largement insuffisants pour tenter d'appuyer une politique étrangère qui aurait été plus volontariste.
Voici quelle était au début de 1937 la répartition géographique des effectifs de l'Armée régulière :
Grande-Bretagne : 121 000 hommes ; Bermudes : 400 ; Jamaïque : 700 ; Gibraltar : 2 700 ; Malte : 3 700 ; Chypre : 200 ; Égypte : 10 000 ; Soudan : 900 ; Palestine : 2 900 ; Aden : 200 ; Île Maurice : 150 ; Ceylan : 400 ; Singapour : 6 300 ; Hong Kong : 8 500 ; Indes et Birmanie (British Indian Army) : 57 500.

### Seconde Guerre mondiale
Durant la Seconde Guerre mondiale, elle envoya des troupes en France comme pour la Première Guerre mondiale. Cependant, durant la bataille de France, elle dut battre en retraite en raison des victoires à répétition de l'Armée allemande. Elle put sauver le personnel de son Corps Expéditionnaire mais perdit son matériel lourd à Dunkerque. En juin 1940, l'Armée de terre britannique était composée de 22 divisions d'infanterie et d'une division blindée. Les divisions d'infanterie étaient, en moyenne, à la moitié de leur effectif théorique, et avaient seulement un sixième de leur dotation normale en artillerie, et manquaient presque totalement de moyens de transport. De plus, il y avait une grave pénurie de munitions, si bien qu'aucune ne pouvait être gaspillée pour l'entraînement. Le 7e corps a été formé pour encadrer la réserve générale, et a compris la 1re division blindée.
En 1941, l'Armée britannique (avec l'appui de ses alliés, Forces belges libres, Forces françaises libres, Armée polonaise de l'ouest) fut victorieuse face à l'Italie durant la guerre du désert, premier pays de l'Axe à subir de graves revers face aux armées alliées. L'arrivée en renfort des troupes allemandes du maréchal Rommel fît reculer dans un premier temps les armées britanniques, mais en mai 1942, grâce à la résistance des troupes de la 1re brigade française libre à Bir-Hakeim, les forces britanniques reprirent l'initiative, et à El-Alamein, elles mirent en déroute les forces allemandes et italiennes.
Au cours de l'année 1942, l'Armée britannique, aidée par les troupes de l'Empire, réussit un raid audacieux contre le port de Saint-Nazaire. Toutefois, elle subit également un revers sanglant lors du débarquement de Dieppe cette même année. Cette défaite lui permit de s'améliorer et de corriger beaucoup d'erreurs dans le domaine des opérations amphibies.

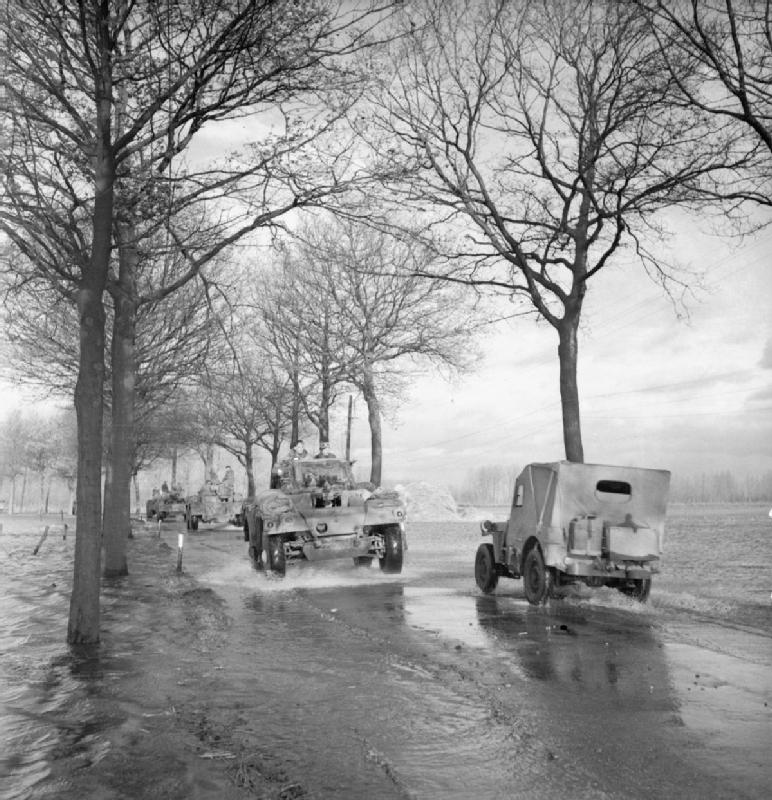
Troupes de libération aux Pays-Bas en novembre 1944 : l'occupant allemand a inondé certaines parties du territoire pour freiner la progression des Britanniques.

Par la suite, elle participa aux différents débarquements alliés en Afrique, en Italie, en France, et s'enfonça pour la bataille finale au cœur de l'Allemagne. En dehors de l'Europe, elle dut faire face à l'avance des troupes japonaises en Asie.

### Seconde partie duXXesiècle
Après avoir participé avec les forces du Commonwealth à la guerre de Corée, l'Armée britannique participa avec succès à des opérations de guerre au Kenya contre une rébellion, au Yémen durant une guerre civile, en Malaisie contre une guérilla communiste, et contribua à l'infiltration de troupes indonésiennes sur l'île de Bornéo durant les années 1950/1960.
De 1945 à la fin de la guerre froide, elle maintient d'importants effectifs en Allemagne. La British Army of the Rhine regroupait durant la guerre froide pas moins de trois divisions blindées en Allemagne de l'Ouest. Depuis la fin de cette période, elle a été renommée en 1994, regroupant 3 brigades blindées et 2 brigades de soutien dans les années 2000.
Elle assura dans la province britannique d'Irlande du Nord un quadrillage du territoire lors des troubles entre 1968 et 2005. Elle s'engagea plus tard dans deux conflits majeurs (guerre des Malouines (1982) et guerre du Koweït (1990-1991)).

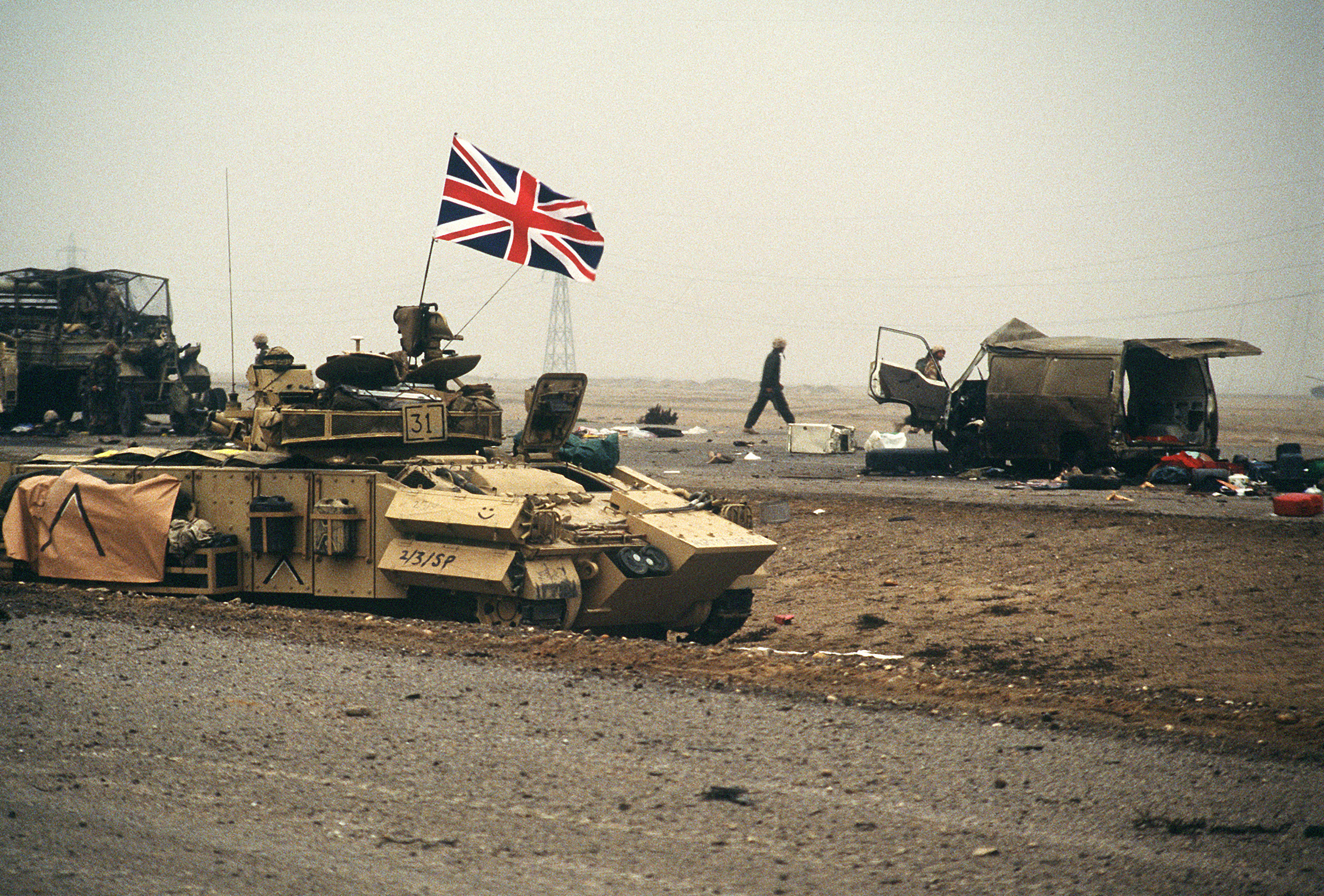
Le drapeau britannique flotte depuis un véhicule blindé de transport de troupes de la Royal Scots alors qu'il avance le long de l'autoroute Bassorah-Koweït (la Highway of Death) près de Koweït après le retrait des forces irakiennes au cours de l'.

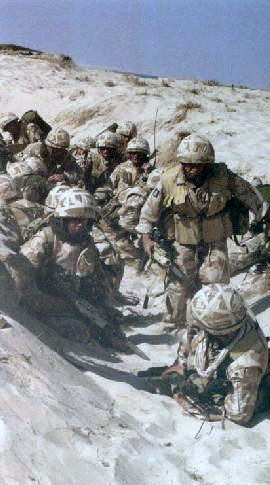
En janvier 1991, durant la guerre du Golfe, des soldats attendent avant l'offensive.

Elle envoya également des troupes de maintien de la paix sous l'égide de l'ONU ou de l'OTAN. Citons comme exemple les opérations en Bosnie-Herzégovine, au Kosovo ou à Chypre. Certaines de ces opérations durent encore, notamment dans les Balkans.

### Conflits duXXIesiècle
De nos jours, l'Armée britannique a mené des opérations dans la guerre d'Afghanistan et a opéré en Irak aux côtés des forces américaines. Elle quitte l’Allemagne en 2015.
Avec les coupes dans les effectifs depuis la fin de la fin de la guerre froide (152 900 militaires d'active en 1990, 113 900 en 1998, 99 707 en 2008), de nombreuses unités sont dissoutes ou changent d'affectation, le nombre de régiments de chars de combat passant par exemple de 13 à 5 et celui de bataillons d’infanterie entre 1990 et 2008 de 40 à 36. En 2015, elle avait 80 500 soldats réguliers,. Le programme Army 2020 prévoyait, en 2018, un total de 88 000 militaires d'active et 30 000 réservistes mais en novembre 2015, on annonce 82 000 militaires d'active à cette date. Elle est composée, au 1er avril 2017 de 78 407 militaires réguliers alors que l'objectif est de 82 000 postes.

## Déploiements actuels

### Opérations militaires
- Gibraltar (depuis 1704) : 1 bataillon d'infanterie et Joint Provost and Security Unit du Royal Gibraltar Regiment
- Népal : Recruiting and training facilities
- Chypre (depuis 1960) : 2 bataillons d'infanterie permanents, Royal Engineers, 16e vol indépendant de l'Army Air Corps et Joint Service Signals Unit des Forces britanniques de Chypre
- Îles Malouines (depuis 1982) : 1 compagnie d'infanterie et 1 escadron du génie
- Moyen-Orient (depuis 1990) : 3 700 soldats
- Sierra Leone (depuis 1999) : Royal Marines pour l'opération Palliser (1 000 soldats)
- Afghanistan (2001-2021) : 1 brigade membre de la force internationale d'assistance et de sécurité (10 000 soldats)
- Pakistan (depuis 2009) : 24 instructeurs pour la formation du bataillon paramilitaire du Frontier Corps

### Présence permanente
- Belize (depuis 1940) : British Army Training, Support Unit Belize et 25e vol indépendant de l'Army Air Corps
- Allemagne (1945-2020) : 1re division blindée des forces britanniques en Allemagne, retrait des dernières unités en 2019[12] Dernière base fermée le 21 février 2020[13].
- Brunei (depuis 1962) : 1 bataillon des Royal Gurkha Rifles, Garnison britannique à Brunei, Training Team Brunei (TTB) et 7e vol indépendant de l'Army Air Corps
- Canada (depuis 1972) : British Army Training Unit Suffield et 29e escadrille indépendante de l'Army Air Corps
- Kenya (depuis 2010) : British Army Training Unit Kenya

## Structure actuelle
À l'horizon 2015 les effectifs devraient être voisins de 88 000 hommes. La British Army est composée de six divisions, réparties comme ceci :
| Nom                      | Quartier général                   | Sous-unités                                                                      |
| ------------------------ | ---------------------------------- | -------------------------------------------------------------------------------- |
| 1re division blindée     | Fulford (Yorkshire du Nord)        | 3 brigades blindées et mécanisées                                                |
| 2e division d'infanterie | Craigiehall (en), près d'Édimbourg | 4 brigades régionales                                                            |
| 3e division d'infanterie | Bulford, Salisbury                 | 2 brigades mécanisées, 1 brigade légère et 1 brigade d'infanterie                |
| 4e division d'infanterie | Aldershot                          | 3 brigades régionales                                                            |
| 5e division d'infanterie | Shrewsbury                         | 4 brigades régionales, 1 brigade d'assaut aérien et la garnison de Colchester.   |
| 6e division d'infanterie | York                               | Division déployable. Créée pour le soutien du QG de commandement en Afghanistan. |

À ces grosses unités, sont à ajouter deux commandements indépendants : le London District et le commandement de l'Irlande du Nord.

### Divisions de combat

#### 1redivisionblindée
Stationnée en Allemagne, la 1re division blindée représente la dernière division de l'ancienne British Army of the Rhine. Ce corps regroupait durant la guerre froide pas moins de trois divisions blindées. Depuis la fin de cette période, elle a été renommée en 1994 Forces britanniques en Allemagne elle regroupe 3 brigades blindées et 2 brigades de soutien :
Brigades de combat
- 4e brigade mécanisée (Mechanized Brigade)
- 7e brigade blindée (Armoured Brigade), « The Desert Rats » (les rats du désert)
- 20e brigade blindée (Armoured Brigade), « The Iron Fist » (le poing de fer)

Brigades de soutien
- 120e brigade logistique (Logistic Brigade)
- 4e brigade de déploiement rapide (République tchèque) (Czech Rapid Deployment Brigade)

#### 2edivisiond'infanterie
Stationnée en Écosse, la 2e division d'infanterie regroupe entre autres 4 brigades régionales :
- 15e brigade du Nord-Est (North East Infantry Brigade)
- 38e brigade irlandaise (Irish Infantry Brigade)
- 42e brigade du Nord-Ouest (North West Infantry Brigade)
- 51e brigade écossaise (Scottish Infantry Brigade)

#### 3edivisiond'infanterie
Stationnée au Royaume-Uni, la 3e division d'infanterie regroupe 4 brigades de combat et 1 brigade logistique :
Brigades de combat
- 1re brigade mécanisée (Mechanised Brigade)
- 12e brigade mécanisée (Mechanised Brigade)
- 19e brigade légère (Light Brigade)
- 52e brigade d'infanterie (Infantry Brigade)

Brigades de soutien
- 101e brigade logistique (Logistic Brigade)

#### 4edivisiond'infanterie
Stationnée au Royaume-Uni, la 4e division d'infanterie regroupe 3 brigades régionales :
- 2e brigade du Sud-Est (South East Brigade)
- 43e brigade du Wessex (Wessex Brigade)
- 145e brigade du Sud (South Brigade)

Elle est également le siège administratif de deux des brigades de Gurkhas :
- Gurkhas britanniques du Népal (British Gurkhas Nepal)
- Gurkhas britanniques de Brunei (British Garrison Brunei)

#### 5edivisiond'infanterie
Stationnée au Royaume-Uni, la 5e division d'infanterie regroupe 3 brigades régionales et 1 brigade aérienne :
- 49e brigade de l'Est (Eastern Brigade)
- 143e brigade des Midlands de l'Ouest (West Midlands Brigade)
- 42e brigade du Pays de Galles (Wales Brigade)
- 16e brigade d'assaut aérien (Air Assault Brigade)

Elle intègre aussi la gestion administrative de :
- Garnison de Colchester (Colchester Garrison)

#### 6edivisiond'infanterie
Depuis 2007, la 6e division d'infanterie est gérée par la force internationale d'assistance et de sécurité (International Security Assistance Force) pour le soutien militaire en Afghanistan.

### Commandements indépendants
Dans l’Armée britannique, il existe divers commandements indépendants sur le territoire du Royaume-Uni en raison de leur spécificité.

#### London District
Comme Londres est la capitale du Royaume-Uni, London District comprend non seulement des unités de combat, mais également des troupes de parade et de garde des lieux importants (comme le palais de Buckingham ou la tour de Londres).
London District regroupe 3 bataillons réguliers et 1 de réserve ainsi que 3 compagnies d’infanterie.

#### Commandement en Irlande du Nord
Créé en raison de la guerre interne (et civile) en Irlande du Nord, le Commandement en Irlande du Nord regroupe 2 brigades d’infanterie (8th Infantry Brigade et 39th Infantry Brigade), 1 centre d’entraînement en Irlande du Nord, anciennement la 107e brigade, ainsi que les unités de soutien.
Le commandement en Irlande du Nord regroupe non seulement des bataillons d’infanterie légère tournants et un de réserve, mais également des unités de Home Defense. Ces dernières sont des reliquats de la guerre dans cette région. Ils servent en tant qu’unité de sécurité et regroupent du personnel d’active à plein temps et à temps partiel.

## Unités de la British Army

### Unités de combat
- Royal Armoured Corps
- British Army Infantry
  - Guards Division
  - King's Division (en)
  - Prince of Wales' Division (en)
  - Queen's Division (en)
  - Division écossaise
  - Royal Irish Regiment
  - Parachute Regiment
  - Royal Gurkha Rifles
  - The Rifles
  - Forces spéciales du Royaume-Uni
- Army Air Corps

### Unités de soutien
- Royal Regiment of Artillery
- Corps of Royal Engineers
- Royal Corps of Signals
- Intelligence Corps

### Services de soutien au combat
- Royal Logistic Corps (en)
- Corps of Royal Electrical and Mechanical Engineers (en)
- Army Medical Services
- Adjutant General's Corps (en)
- Royal Military Police
- Royal Army Chaplains' Department (en)
- Army Physical Training Corps (en)
- Corps of Army Music (en)
- Small Arms School Corps (en)

### Unités militaires d'outre-mer
- Bermudes : Bermuda Regiment (en)
- Gibraltar : Royal Gibraltar Regiment
- Îles Malouines : Falkland Islands Defence Force
- Montserrat : Royal Montserrat Defence Force (en)

## Grades
| Grade en anglais                            | Equivalent français                       |
| ------------------------------------------- | ----------------------------------------- |
| Flag officers (officiers généraux)          |                                           |
| Field Marshal                               | Maréchal de campagne                      |
| General                                     | Général d'armée                           |
| Lieutenant General                          | Général de corps d'armée                  |
| Major General                               | Général de division                       |
| Brigadier                                   | Général de brigade                        |
| Field Grade officers (officiers supérieurs) |                                           |
| Colonel                                     | Colonel                                   |
| Lieutenant Colonel                          | Lieutenant-colonel                        |
| Major                                       | Commandant                                |
| Junior officers (officiers subalternes)     |                                           |
| Captain                                     | Capitaine                                 |
| Lieutenant                                  | Lieutenant                                |
| Second Lieutenant                           | Sous-lieutenant                           |
| Non-commissioned officers (sous-officiers)  |                                           |
| Warrant officer class 1                     | Adjudant-chef                             |
| Warrant officer class 2                     | Adjudant                                  |
| Staff Sergeant / Colour Sergeant            | Sergent d'état-major / Sergent d'étendard |
| Sergeant                                    | Sergent                                   |
| Enlisted men (hommes du rang)               |                                           |
| Corporal                                    | Caporal-chef                              |
| Lance-Corporal                              | caporal                                   |
| Private                                     | Soldat                                    |

## Personnel
| Statistiques                 |         |
| Personnel (Armée régulière)  | 114 260 |
| Personnel (Territorial Army) | 35 500  |
| Total (British Army)         | 149 760 |

## Équipement
Armement individuel
- Fusil d'assaut L85 A1/A2
- Fusil mitrailleur L86 A1
- Mitrailleuse L7 A2
- Mitrailleuse FN Minimi
- Fusil à lunette L115 A3
- Missile anti-char Javelin
- Missile anti-char léger NLAW

Véhicules blindés
- Char d'assaut Challenger 2
- Char léger FV-101 Scorpion
- Char léger FV-107 Scimitar
- Véhicule anti-char FV-102 Striker
- VBCI chenillé FV 510
- Disperseur de mines blindé Shielder

Hélicoptères :
- Hélicoptère d'attaque Gazelle
- Hélicoptère d'attaque AH Mk.1 Apache
- Hélicoptère d'attaque/transport Lynx AH.7/9
- Hélicoptère de transport moyen Puma HC.1
- Hélicoptère de transport lourd Chinook HC.2